# Bruzual
Bruzual – miasto w Wenezueli, w stanie Apure.